# 브라네슈티차시

브라네슈티차 시의 위치

브라네슈티차시(마케도니아어: Општина Вранештица)는 과거 마케도니아 공화국 서부에 있던 지방 자치체로 행정 중심지는 브라네슈티차이며 면적은 109km2, 인구는 1,322명(2002년 기준)이다. 1996년에 신설되었으며 2013년 키체보 시에 합병되면서 폐지되었다. 북쪽으로는 오슬로메이 시, 북동쪽과 동쪽으로는 마케돈스키브로드 시, 남동쪽으로는 플라스니차 시, 남쪽과 남서쪽으로는 드루고보 시, 서쪽으로는 키체보 시와 접하였다.